# FK Żetysaj
FK Żetysaj (kaz. Жетісай) – profesjonalny klub piłkarski z siedzibą w Żetysaju, działający od 2023 roku. Obecnie (2025) występuje w Byrynszy liga – drugiej klasie rozgrywkowej w Kazachstanie.

## Historia
W pierwszym oficjalnym sezonie ligowym, klub rywalizował w Jekynszy lidze (konferencja Południowo-Zachodnia), gdzie zajął 1. miejsce z bilansem 12–3–3, zdobył 39 punktów oraz uzyskał 40 goli strzelonych i 26 straconych. Wynik ten dał mu mistrzostwo konferencji oraz awans do Byrynszy ligi na sezon 2024. W sezonie 2024, już w Byrynszy liga, FK Żetysaj zajął 7. miejsce spośród 16 drużyn. W sezonie 2025 klub dalej występuje w Byrynszy lidze.

## Trenerzy
W zespole z Żetysaju rolę trenera od momentu powstania pełnił tylko jeden trener, Erlan Szojtomow.
| Lp. | Imię i Nazwisko | Okres pracy | Okres pracy |
| --- | --------------- | ----------- | ----------- |
| 1.  | Erlan Szojtomow | 01.01.2023  | nadal       |

## Piłkarze
Skład klubu liczy 26 zawodników o średniej wieku 22,3 lat, z czego wszyscy są obywatelami Kazachstanu.

## Stadion
Klub ma swoją siedzibę w Żetysaju. Mecze domowe FK Żetysaj rozgrywane są na niewielkim Stadionie im. Każymukana Mungajtpasuly w Żetysaju. 